# Micranthes pluviarum
Micranthes pluviarum är en stenbräckeväxtart som först beskrevs av William Wright Smith, och fick sitt nu gällande namn av Gornall och H.Ohba. Micranthes pluviarum ingår i släktet rosettbräckor, och familjen stenbräckeväxter. Inga underarter finns listade i Catalogue of Life.